# James Handy
James Michael Handy (New York) is een Amerikaans acteur.

## Carrière
Handy begon in 1977 met acteren in de televisieserie Ryan's Hope. Hierna heeft hij nog meer dan 135 rollen gespeeld in televisieseries en films zoals The Verdict (1982), Stingray (1986–1987), The Rocketeer (1991), Point of No Return (1993), NYPD Blue (1993–1995), Melrose Place (1992–1995), Jumanji (1995), Profiler (1997–1998), Unbreakable (2000), Alias (2002–2006) en The Young and the Restless (2009–2011).

## Filmografie

### Films
Selectie:
- 2022: Top Gun: Maverick - als barkeeper
- 2017: Suburbicon - als burgemeester Billings
- 2017: Logan - als oude dokter
- 2001: 15 Minutes – als Declan Duffy
- 2000: Unbreakable – als priester
- 1997: Gang Related – als Capt. Henderson
- 1995: Jumanji – als verdelger
- 1994: Guarding Tess – als Neal Carlo
- 1993: Point of No Return – als detective
- 1991: The Rocketeer – als Wooly
- 1990: Arachnophobia – als Milton Briggs
- 1988: Bird – als Esteves
- 1982: The Verdict – als Kevin Doneghy
- 1981: Taps – als sheriff

### Televisieseries
Uitgezonderd eenmalige gastrollen.
- 2009–2011: The Young and the Restless – als gouverneur – 3 afl.
- 2009: The Lynch Pin – als de hand - ? afl.
- 2002–2006: Alias – als Arthur Devlin – 8 afl.
- 2002: Breaking News – als Jack Barnes - 5 afl.
- 2000–2001: The West Wing – als Joseph Bruno – 2 afl.
- 2001: UC: Undercover – als priester – 3 afl.
- 1997–1998: Profiler – als Lou Handleman – 7 afl.
- 1998: Prey – als luitenant Quinn – 2 afl.
- 1997: Dellaventura – als luitenant Tom Bevnic – 2 afl.
- 1997: EZ Streets – als McClay – 2 afl.
- 1995: Walker, Texas Ranger – als Elliott Cheever – 2 afl.
- 1992–1995: Melrose Place – als Matt Fielding Sr. – 2 afl.
- 1995: Beverly Hills 90210 – als Tom Rose – 2 afl.
- 1993–1995: NYPD Blue – als Haverill – 7 afl.
- 1988: A Dangerous Life – als Mike Heseltine – miniserie
- 1986–1987: Stingray – als chief Nelson Riskin – 3 afl.
- 1985–1986: Our Family Honor – als luitenant Phillip Rogers – 2 afl.
- 1977: Ryan's Hope – als Red – 2 afl.

### Computerspellen
- 2003 Law & Order II: Double or Nothing – als advocaat Miles Duncan
- 2002 Law & Order: Dead on the Money – als advocaat Miles Duncan